# Fabia canfieldi
Fabia canfieldi är en kräftdjursart som beskrevs av M. J. Rathbun 1918. Fabia canfieldi ingår i släktet Fabia och familjen Pinnotheridae. Inga underarter finns listade i Catalogue of Life.